# Japanischer Fußball-Supercup 2012
Der japanische Fußball-Supercup 2012 wurde am 3. März 2012 zwischen dem japanischen Meister 2011 Kashiwa Reysol und dem Kaiserpokal-Sieger 2011 FC Tokyo ausgetragen.

## Spielstatistik
| Paarung        | Kashiwa Reysol – FC Tokyo |
| Ergebnis       | 2:1 (2:0) |
| Datum          | 3. März 2012 um 13:35 Uhr |
| Stadion        | Nationalstadion, Tokio |
| Zuschauer      | 35.453 |
| Schiedsrichter | Yuichi Nishimura |
| Tore           | 1:0 Jorge Wagner (26.) 2:0 Leandro Domingues (43.) 2:1 Ariajasuru Hasegawa (65.) |
| Kashiwa Reysol | Takanori Sugeno – Hiroki Sakai, Tatsuya Masushima, Naoya Kondō, Wataru Hashimoto – Akimi Barada, Hidekazu Ōtani (82. An Young-hak), Leandro Domingues, Jorge Wagner – Jun’ya Tanaka (70. Masakatsu Sawa), Hideaki Kitajima (70. Ricardo Lobo) Cheftrainer: Nelsinho Baptista ( Brasilien)                |
| FC Tokyo       | Hitoshi Shiota – Kenta Mukuhara, Yūhei Tokunaga, Masato Morishige, Kōsuke Ōta – Yōhei Kajiyama, Ariajasuru Hasegawa, Hideto Takahashi (85. Hiroki Kawano), Naohiro Ishikawa (58. Kazuma Watanabe), Tatsuya Yazawa (73. Naotake Hanyū) – Lucas Severino Cheftrainer: Ranko Popović ( Serbien/ Österreich) |
| Gelbe Karten   | Akimi Barada (39.) – Tatsuya Yazawa (50.) |

### Auswechselspieler
| Auswechselspieler | Auswechselspieler |
| --- | --- |
| Kashiwa Reysol | FC Tokyo |
| - Kōji Inada - An Young-hak (82.) ▲ - Daisuke Nasu - Masakatsu Sawa (70.) ▲ - Kōki Mizuno - Masato Kudō - Ricardo Lobo (70.) ▲ | - Shūichi Gonda - Ken’ichi Kaga - Hiroki Kawano (85.) ▲ - Naotake Hanyū (73.) ▲ - Sōtan Tanabe - Kazuma Watanabe (58.) ▲ - Sōta Hirayama |

## Supercup-Sieger Kashiwa Reysol
|  | Kashiwa Reysol |
|  | - Tor: Takanori Sugeno, Kōji Inada - Abwehr: Hiroki Sakai; Tatsuya Masushima; Naoya Kondō; Wataru Hashimoto; Daisuke Nasu - Mittelfeld: Akimi Barada; Hidekazu Ōtani; Leandro Domingues; Jorge Wagner; An Young-hak; Masakatsu Sawa; Kōki Mizuno - Angriff: Jun’ya Tanaka; Hideaki Kitajima; Masato Kudō; Ricardo Lobo |
|  | Trainer: Nelsinho Baptista |